# Viaducto de Landwasser

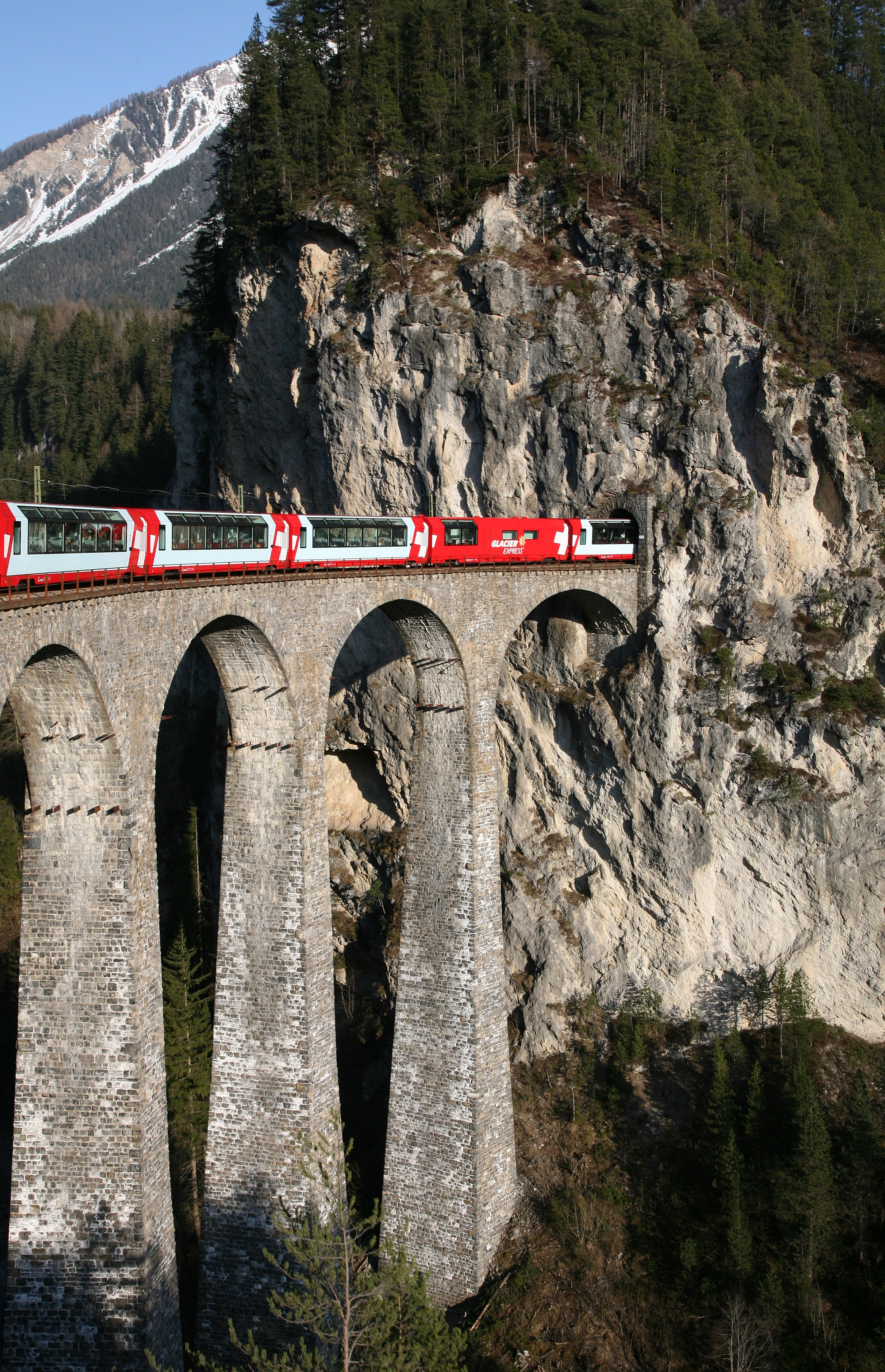
Un tren cruza el viaducto de Landwasser y entra en el túnel homónimo en la línea del Ferrocarril Rético.

El viaducto de Landwasser es un viaducto de ferrocarril que se encuentra en Suiza en el cantón de los Grisones. Construido entre 1901 y 1903, su longitud es de 136 metros y la altura de 65 metros.
El viaducto lo cruza el Ferrocarril Rético (RhB). Después de dejar Filisur y atravesar un túnel de 216 metros, cuya salida conduce directamente al cortado, el tren sigue su camino sobre el viaducto que atraviesa el desfiladero del río Landwasser al sur de Schmitten.

## Construcción

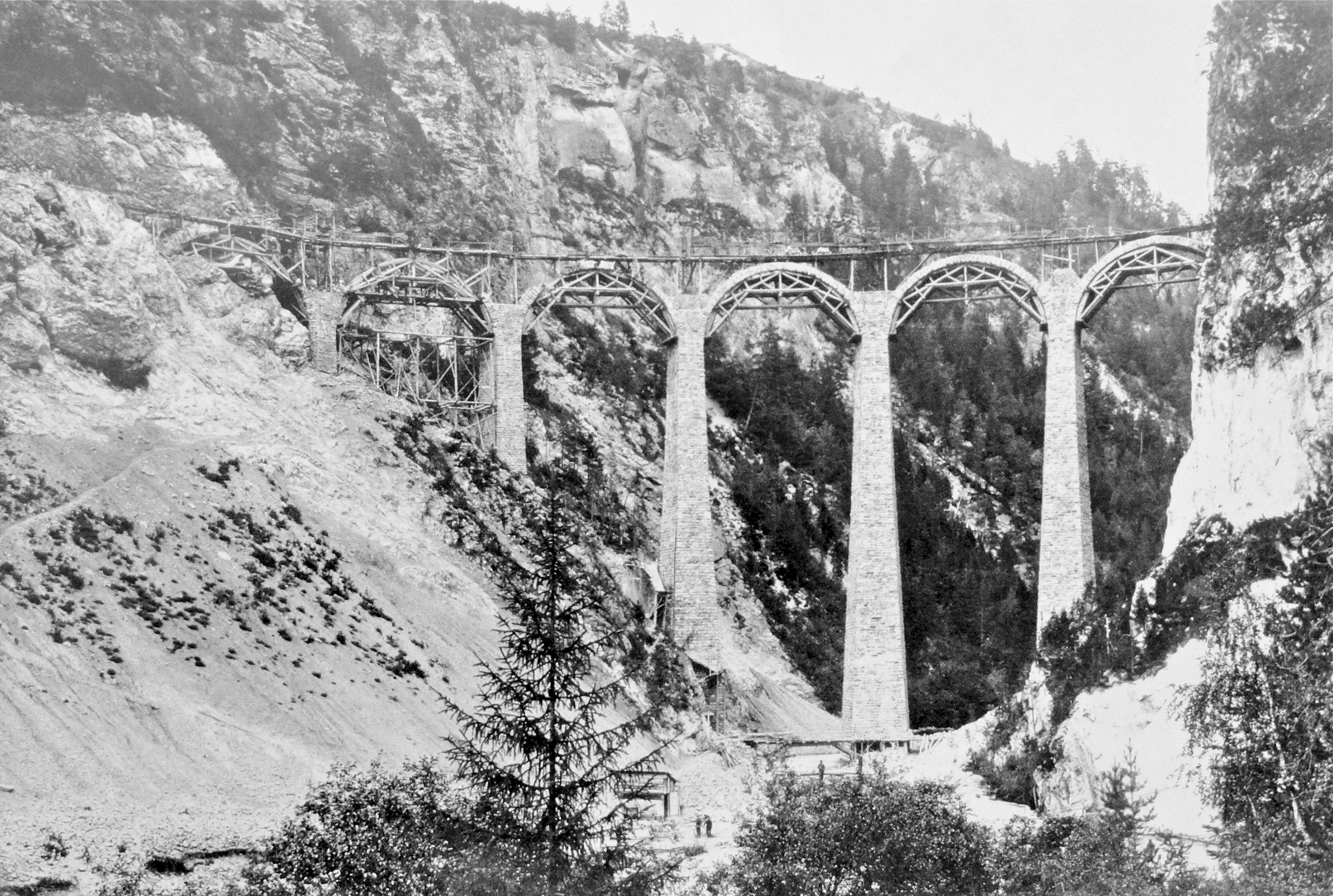
Viaducto de Landwasser (Septiembre de 1902)

El ingeniero encargado del proyecto fue el alemán Friedrich C. S. von Hennings. La construcción fue encomendada a la empresa Müller & Zeerleder. El viaducto fue construido con piedra caliza oscura. Tiene cinco arcos distantes de 20 metros entre sí. La obra sigue una trayectoria curva y describe un arco de círculo con un radio de 100 metros.
La construcción de la línea del Albula se inició en 1898. Requirió trabajos importantes y se dividió en 11 secciones con un total de 55 puentes y 39 túneles. Las gargantas del Landwasser formaban parte de los escollos más difíciles de superar, por lo que se decidió cruzar el estrecho valle con un viaducto. La construcción comenzó en marzo de 1901. En octubre de 1902 algunos trenes ya podían cruzarlo. Fue puesto en servicio el 1 de julio de 1903, aunque la línea de la Albula aún no se había concluido.

## Varios
El puente fue objeto de un sello de 60 céntimos emitido por el Servicio Postal Suizo el 1 de agosto de 1949.